# Helmut Recknagel
Helmut Recknagel (Steinbach-Hallenberg, 20 marzo 1937) è un ex saltatore con gli sci e dirigente sportivo tedesco.
Durante la sua carriera agonistica gareggiò per la nazionale tedesca orientale e, in sede olimpica, per la Squadra Unificata Tedesca; fu il primo atleta non scandinavo capace di imporsi ai vertici della disciplina.

## Biografia

### Carriera sciistica
Alla fine degli anni cinquanta Recknagel sviluppò, assieme con i compagni della nazionale tedesca orientale, un nuovo stile di salto, maggiormente aerodinamico, che si caratterizzava per le braccia tese in avanti; tale postura fu definita dalla stampa "stile Superman", per analogia con il personaggio dei fumetti.

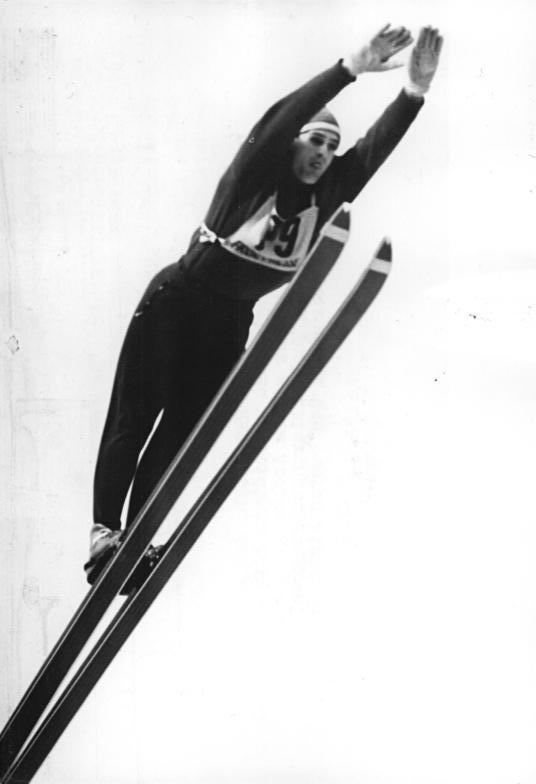
Recknagel in una gara nazionale del 1963 in fase di salto, durante la quale dava prova del suo impeccabile stile Superman

Recknagel debuttò al Torneo dei quattro trampolini nell'edizione del 1957 e nella stessa stagione vinse la gara sul trampolino Holmenkollen, primo non scandinavo a riuscirci. L'anno successivo si aggiudicò il Torneo dei quattro trampolini, con tre podi di tappa (due le vittorie), bissò la vittoria al Trofeo Holmenkollen e partecipò ai Mondiali di Lahti, dove vinse la medaglia di bronzo sul trampolino Salpausselkä K90.
Nel 1959 bissò il successo sui Quattro trampolini, mentre nel 1960 divenne il primo campione nel salto con gli sci ai Giochi olimpici a non provenire dai Paesi nordici. Ai VIII Giochi olimpici invernali di Squaw Valley 1960, dove era stato portabandiera della Squadra Unificata Tedesca, interruppe il dominio norvegese e finlandese vincendo la medaglia d'oro sul trampolino Papoose Peak K80. La vittoria di Recknagel fu netta: in entrambi i salti ottenne la miglior misura tra tutti i 45 saltatori in gara (93,5 m, primato del trampolino rimasto imbattuto, e 84,5 m), e ricevette i punteggi di stile più alti dalla maggior parte dei giudici. Concluse al primo posto con 227,2 punti, davanti al finlandese Niilo Halonen (222,6 punti) e all'austriaco Otto Leodolter (219,4 punti).
Nel 1961 si impose per la terza volta nel Torneo dei quattro trampolini, stabilendo un primato che sarebbe stato superato soltanto decenni più tardi prima da Jens Weißflog con quattro vittorie tra il 1984 e il 1996, quindi da Janne Ahonen (cinque successi tra il 1999 e il 2008). Nel 1962 Recknagel vinse anche il titolo mondiale a Zakopane sul trampolino lungo Wielka Krokiew K90 e la medaglia di bronzo sul trampolino normale K70.
Chiuse la carriera ai IX Giochi olimpici invernali di Innsbruck 1964, piazzandosi sesto nel trampolino normale e settimo nel trampolino lungo.

### Carriera dirigenziale
Recknagel fece parte del Comitato Olimpico Nazionale Tedesco Orientale dal 1970 al 1990 e dopo la riunificazione tedesca entrò nel Comitato Olimpico Tedesco, fino al 1993; durante questo periodo fu anche arbitro internazionale per le gare di salto.

### Altre attività
Durante la sua carriera agonistica Recknagel godette di vasta popolarità in Germania Est, grazie ai suoi successi e al suo carattere umile. Dopo il ritiro si dedicò agli studi in veterinaria, conseguendo il dottorato nel 1973.
Nel 2007, in occasione del suo settantesimo compleanno, pubblicò l'autobiografia Eine Frage der Haltung ("Una questione di stile").

## Palmarès

### Olimpiadi
- 1 medaglia, valida anche ai fini iridati:
  - 1 oro (trampolino normale a Squaw Valley 1960)

### Mondiali
- 3 medaglie, oltre a quella conquistata in sede olimpica e valida anche ai fini iridati:
  - 1 oro (trampolino lungo a Zakopane 1962)
  - 2 bronzi (trampolino normale a Lahti 1958; trampolino normale a Zakopane 1962)

### Torneo dei quattro trampolini
- Vincitore del Torneo dei quattro trampolini nel 1958, nel 1959 e nel 1961
- 12 podi di tappa:
  - 6 vittorie
  - 5 secondi posti
  - 1 terzo posto

#### Torneo dei quattro trampolini - vittorie di tappa
| Data             | Località               | Nazione        | Trampolino               |
| ---------------- | ---------------------- | -------------- | ------------------------ |
| 5 gennaio 1958   | Innsbruck              | Austria        | Bergisel K90             |
| 6 gennaio 1958   | Bischofshofen          | Austria        | Paul Ausserleitner K90   |
| 28 dicembre 1958 | Oberstdorf             | Germania Ovest | Schattenberg K90         |
| 1º gennaio 1959  | Garmisch-Partenkirchen | Germania Ovest | Große Olympiaschanze K90 |
| 4 gennaio 1959   | Innsbruck              | Austria        | Bergisel K90             |
| 8 gennaio 1961   | Bischofshofen          | Austria        | Paul Ausserleitner K90   |

## Riconoscimenti
Nel 1960 venne premiato con la medaglia Holmenkollen, uno dei riconoscimenti sportivi più prestigiosi dello sci nordico.